# Manvendra Singh Gohil
Yuvraj Shri Manvendra Singh Raghubir Singh ji Sahib (Ajmer, 23 settembre 1965) è un politico e attivista indiano.
Conosciuto come Manvendra Singh Gohil, Manavendrasingh Gohil o Manvendra Gohil, è il principe dello Stato indiano di Rajpipla. Secondo le convenzioni per nominare la famiglia reale indiana, si pone per primo il nome e poi i cognomi.
È stato diseredato dopo il coming out come gay, ma in seguito è stato riaccettato dalla famiglia. Nel 2008 è l'unica persona di lignaggio reale nell'India moderna che ha pubblicamente riconosciuto la propria omosessualità.
Nel gennaio 2008, mentre stava tenendosi una cerimonia annuale in onore del suo bisnonno Vijay Singh Gohil, il Principe ha annunciato l'intenzione di adottare un bambino nella famiglia, dichiarando: «Fino a questo momento ho risposto a tutte le mie responsabilità come principe e continuerò per il tempo che mi sarà possibile. Adotterò anche un bambino affinché le tradizioni continuino.» Se l'adozione avrà successo, sarà il primo caso di un uomo gay solo che adotti un bambino in India.

## Biografia
Manvendra Singh Gohil è nato a Ajmer il 23 settembre 1965, figlio di Maharana Shri Raghubir Singhji Rajendrasinghji Sahib, che è stato maharaja di Rajpipla fin dal 1963. Il principe Manvendra ha avuto un'educazione tradizionale e conservatrice. È stato educato presso la Scottish High School e nell'università Amrutben Jivanlal College of Commerce and Economics a Vile Parle, Bombay.
Nel gennaio 1991 si è sposato con la principessa Yuvrani Chandrika Kumari di Jhabua, Madhya Pradesh. Al riguardo ha affermato: «Ho pensato che dopo il matrimonio sarei stato bene, perché non ho mai saputo e nessuno mi aveva mai detto che ero gay e [che] questo è normale. L'omosessualità non è una malattia. Mi duole moltissimo aver rovinato la sua vita. Mi sento colpevole.» 
Il matrimonio è terminato con un divorzio quando Manvendra ha rivelato alla moglie la propria omosessualità. In seguito ha così dichiarato: «È stato un disastro totale. Un fallimento totale. Il matrimonio non è mai stato consumato. Mi sono reso conto che avevo fatto qualcosa di molto cattivo.»

## Coming out
L'omosessualità di Manvendra è stata rivelata alla famiglia dai medici dopo il suo ingresso in ospedale per una crisi nervosa nel 2002. Ciò nonostante, la famiglia ha parlato pubblicamente di ciò solo nel 2006, accusandolo di disonorare la dinastia. Il 14 marzo dello stesso anno la notizia del suo coming out è diventata di dominio pubblico per i quotidiani indiani e la stampa internazionale: effigi del principe sono state bruciate a Rajpipla e fu chiesta la rimozione dei suoi titoli nobiliari. L'atto di diseredarlo fu considerato maggiormente come un atto simbolico che un atto legale, dovuto alle leggi moderne di eredità nello stato indiano. In seguito è stato perdonato dal padre e anche i suoi titoli sono stati ripristinati.
Il Principe è stato intervistato al The Oprah Winfrey Show il 24 ottobre 2007 come invitato al programma intitolato Gay Around the World. Il suo commento riguardo al coming out è stato assolutamente positivo e senza rimorsi, aggiungendo inoltre di essere convinto che la popolazione del suo stato lo rispetti per le sue attività sociali riguardo alla prevenzione dell'AIDS.

## Attivismo
Nell'anno 2000, Manavendra ha creato Lakshya Trust, un gruppo dedicato all'educazione e alla prevenzione dell'AIDS, di cui è direttore. L'organizzazione è una fondazione pubblica che opera soprattutto per la comunità LGBT: fornisce servizi di orientamento psicologico, cliniche per trattare le malattie di trasmissione sessuale, offre biblioteche e promuove l'uso dei profilattici. Inoltre, la fondazione cerca di offrire opportunità di impiego per persone gay nel paese e sostiene anche altre organizzazioni rivolte alla comunità LGBT. Lakshaya Trust fa parte dell'India Network For Sexual Minorities (INFOSEM) ed è fra le associazioni fondatrici di Sexual Health Action Network (SHAN).
La fondazione ha vinto il premio Civil Society Award 2006 per il suo lavoro di prevenzione dell'AIDS.
Manvendra ha inaugurato l'Europride del 2008 a Stoccolma, in Svezia.